# هایک هاروتیونیان (بازیکن فوتبال)
هایک هاروتیونیان (ارمنی: Հայկ Ֆելիքսին Հարությունյան؛ ۱۰ دسامبر ۱۹۷۴) بازیکن فوتبال در پست هافبک اهل ارمنستان است.

## تیم ملی
وی همچنین در تیم ملی فوتبال ارمنستان بازی کرده‌است. هاروتیونیان نخستین بازی ملی خود را که یک بازی دوستانه بود در تاریخ ۱۸ اوت ۱۹۹۸ در آبوویان در مقابل لبنان انجام داده‌است.